# 藤原羽月
藤原初貴（日语：／ Fujiwara Hazuki），是日本動畫《小魔女DoReMi》中的架空角色之一，也是系列作中的主角之一，隸屬魔法堂（MAHO堂）的其中一名「小麻煩魔女」。日本配音員為秋谷智子，中文版配音員為謝佼娟和傅曼君（OVA版），粵語配音員為林元春。

## 個人設定
1991年（平成3年）2月14日出生，與西洋情人節同一天，水瓶座，血型A型
父親是入贅藤原家的電影導演藤原明，母親是室內設計師藤原麗子，家中還有一位已在藤原家服務超過50年的管家婆婆市川小雪。
小奏鳴曲幼稚園畢業後進入美空市立美空第一小學就讀，就讀班級為3年2班⇒4年2班⇒5年2班⇒6年2班，之後升學至卡蓮女學院音樂系專攻小提琴，之後一路就讀至高中畢業，並獨自遠赴法國巴黎的音樂學院去繼續學習小提琴。
見習生服裝顏色為橘色，作為隨從的精靈為「Re Re」，波龍的音色為小提琴音調，剛好對應初貴擅長的小提琴，同時連鋼琴都會彈，使用魔法的咒語為「拍拍砰呸 噗哇噗哇噗」。魔幻舞台咒語為「拍拍砰呸 溫柔優美」。皇家使者咒語為｢拍拍 皇家使者｣。
與音符是唯二騎乘飛天掃把時用側邊坐姿的魔女見習生。
多次用魔法變身成小花嬰兒時期對外宣稱的父親，也有變身成小花嬰兒時期的母親的時候。
高二時因父親所拍設電影的演員吸毒，導致拍攝進度延後進而導致資金周轉不靈而背債，隨後一家將豪宅給賣掉抵債並搬進公寓，而後聽從了恩師兼學姐的關老師建議而考取獎學金，並繼續完成學業。
在巴黎的音樂學院畢業後成為了職業小提琴演奏家。

## 成為魔女見習生
因為DoReMi的失誤，導致她與小愛發現了DoReMi的魔女見習生身份，連帶導致了魔女莉卡和精靈拉拉的身份曝光，所以與小愛跟著成為了魔女見習生，成為魔女的動機為「希望向母親勇敢拒絕並表達出自己的感受」。
初次變身時因為眼鏡卡住衣領來不及穿好見習服，被魔女莉卡吐槽為又多一個小麻煩魔女。
第三級見習生測驗時因為尖叫聲太吵，干擾了孟克們的生活品質，所以被孟克們用計趕到出口。
曾使用過禁止使用的醫療魔法使朋友的兔子康復，但因為女王的寬容而只受到發燒的反噬和禁用魔法十天的懲罰，故也被沒收波龍十天。不過在第十天懲罰結束前被搞笑藝人綁架，女王最後因為羽月的善良而提前數小時結束懲罰，讓她能用魔法救下搞笑藝人。
第二級測驗中在魔女世界的忘年會使用了家中管家市川婆婆的直傳秘技-頭轉一圈，技能不但震撼魔女界，更因此成功通過第二級見習生測驗，也讓女王難得的私下企圖模仿
升高中前的國小同學會結束後與好友DoReMi和小愛無意間又再次來到了魔法堂，為了尋找失去音訊的音符再次成為魔女見習生。。

## 人物

### 外表
特徵頭上用橘色大緞帶綁著的馬尾，容貌姣好，頭上的長瀏海在第三部開始後變得較短。
魔法堂僅有的眼鏡角色，劇中的搞笑部分通常用眼鏡反光來呈現，少有拿下眼鏡的畫面，就算拿下眼鏡也少有搞笑的眼神。
因為家境富裕，所以私人服裝為所有角色中最為多樣的。

### 個性
標準的富家千金，但不會如同玉木般擺出大小姐架式，很多事情都被溺愛自己的家人事先給決定或先做好，但本人其實很不喜歡這樣。
個性溫柔善良且相當穩重，同時也相當的天然及單純，與Doremi同樣容易被騙，但也因為這個個性的緣故，很輕易就原諒了小說版上網誹謗她的同學向井莉子並成為好友。
多才多藝，除了擅長小提琴外也有優秀的作曲能力，甚至能彈奏簡單的鋼琴曲目，同時也會大量的日本傳統技藝。
學業成績優秀，對比成績悽慘的朋友DoReMi，只要成績上有一個要加油就會顯入低潮。
雖然自稱不擅長體育，但其實擁有不遜於小愛的運動能力與反射神經，特別是游泳方面相當的專業，並代替了小愛出賽。
烹飪技術很差，甚至沒有做過早餐，直到第三部接觸糕點製作後才開始有了進步。
手巧且擅長縫紉，不論是小花的圍兜兜還是手工縫製聖誕服裝都難不倒她。
不喜歡母親擅自幫她挑選衣服，也不喜歡穿有花邊的衣物，但卻繼承了母親的壞習慣，給小花縫製的衣物幾乎都是有花邊的。
笑點極低，不論是SOS三重奏的冷笑話還是DoReMi的俏皮話都讓能她笑出來，一開始還會比較優雅的掩著嘴笑，後期已變成不計形象的大笑。
非常的膽小，極度害怕幽靈鬼怪之類的事物，不論是東方還是西方的都怕，連萬聖節裝扮都能讓她嚇個半死，而因為小愛教授羽月「魔女莉卡比鬼怪還恐怖」的觀念，所以之後若碰到恐怖的事情羽月就會不停的念出「魔女莉卡」這個名詞做為避邪咒語，而隨後因為同樣害怕鬼怪的矢田跟著學起來並被其他人聽到後，後期全班男生幾乎都會跟著模仿唸來壯膽，特別是前三部中每一集一定都會有試膽大會的集數，一旦這些集數出現便是羽月崩壞的開始。
做事很能冷靜分析，但在一些事情上顯得會非常頑固，而且有時說話一針見血，通常幫主角群解惑時特別有用。
曾無惡意的說出萊拉是連棒球外行人都不如的話而觸怒萊拉，隨後引發萊拉對主角群棒球隊的一連串報復

### 朋友關係
從幼稚園時期就一路跟DoReMi同班，故事一開始就是DoReMi相當要好的朋友與傾訴的對象。
幼稚園時曾和DoReMi因為兔子的事情大吵一架，幾乎到了絕交的地步，但最後靠著小提琴和鋼琴和好，後續集數中也因為照顧小花的觀念不同而發生爭執，導致幾乎重演幼稚園時期的絕交情況，後來經由其他夥伴利用魔幻舞台時期想起小時候的情況後才再次和好。
原本自己編寫的曲子Friend只預定跟DoReMi合奏，但後來還是變成五人一起合奏和小花負責指揮。。
單方面仰慕身材高大且外向活潑的奧山。
與青梅竹馬的男同學矢田相當要好，大家對他們兩人的關係都相當清楚。
幼年時期矢田曾將陶笛送給羽月當禮物，對羽月來說是很重要的物品，但借給桃子時因為語言的不理解，不甚被誤解成要送她，惹的矢田相當生氣。
兩人在一年級時曾交換過禮物，但因為當時矢田其他的仰慕者殺出，所以中斷了很多年，直到五年級時因大家的慫恿才重新再交換過。
曾經害羞的幻想到矢田家與矢田多年不見的父親見面的樣子。
受到FLAT4中的藤男喜歡，但初貴對他相當沒轍。
小學畢業後仍會在每周六會與DoReMi在對方或自己的家裡甚至是圖書館見面。
在前往巴黎的音樂學院發展後成為和桃子最常見面的角色，還曾受到小桃子一家的邀請一起過聖誕節。
小說版和矢田的關係更加親密，但礙於校規的緣故，所以只能私下偷偷見面，且初貴的家人並沒有完全同意兩人交往，就讀音樂學院時會利用去紐約找音符的機會順勢與矢田見面，並在小說20'S結局中已與矢田結婚，並懷上了他的孩子。

### 其他
喜歡倉鼠，在第一次變成倉鼠時還高興的尖叫。
在橫川幸子的小說中都是飾演光頭大鬍子的初貴博士，雖然變成男的但聲音沒變。
曾扮演「小魔女戰士-魔女特攻隊」的魔女橙戰士。
變身過自稱「美空町之父」的占卜師，利用看手相的方式解決了長谷部和宮本的私人煩惱
高中時因為優秀的家庭和課業招致眼紅，被有心人士利用學校匿名版惡意詆毀，甚至讓羽月難過到不敢上學，最後抓到兇手為初貴的同學向井莉子，但在初貴不計前嫌的情況下原諒了對方，並成為了好友。
曾幫想要考取卡蓮女子學院的寶寶補習，其後寶寶也如願考上成為羽月的學妹。
因為早期作為主要角色的出場頻率和人氣不如DoReMi和愛子，所以第一部第19集才特地弄了初貴被綁架的集數。